# 威廉·亨利·菲茨休·李
威廉·亨利·菲茨休·李（William Henry Fitzhugh Lee，1837年5月31日—1891年10月15日），美国军人、政治家，民主党人，曾任美国众议院议员（1887年-1891年）。
威廉是美利坚联盟国总司令罗伯特·E·李和玛丽·安娜·卡斯蒂斯·李的二儿子、美利坚联盟国将军、华盛顿与李大学校长乔治·华盛顿·卡斯蒂斯·李的弟弟。